# Vice-président exécutif de la Commission européenne pour une Économie au service des personnes
Le vice-président exécutif pour une Économie au service des personnes est un poste de la commission européenne.
Le titre a eu les dénominations suivantes :
- 1999-2010 : commissaire aux Affaires économiques et monétaires
- 2014-2019 : vice-président européen pour l'Euro et le Dialogue social
- 2019-2024 : vice-président exécutif pour une Économie au service des personnes

## Liste des commissaires
| No | Nom                     | Pays                 | Période   | Commission                     |
| -- | ----------------------- | -------------------- | --------- | ------------------------------ |
| 1  | Robert Marjolin         | France               | 1958–1967 | Commission Hallstein I et II   |
| 2  | Raymond Barre           | France               | 1967–1970 | Commission Rey                 |
| 3  | Raymond Barre           | France               | 1970–1972 | Commission Malfatti            |
| 4  | Raymond Barre           | France               | 1972–1973 | Commission Mansholt            |
| 5  | Wilhelm Haferkamp       | Allemagne de l'Ouest | 1973–1977 | Commission Ortoli              |
| 6  | François-Xavier Ortoli  | France               | 1977–1981 | Commission Jenkins             |
| 7  | François-Xavier Ortoli  | France               | 1981–1985 | Commission Thorn               |
| 8  | Henning Christophersen  | Danemark             | 1985–1995 | Commission Delors I, II et III |
| 9  | Yves-Thibault de Silguy | France               | 1995–1999 | Commission Santer              |
| 10 | Yves-Thibault de Silguy | France               | 1999      | Commission Marín               |
| 11 | Pedro Solbes            | Espagne              | 1999–2004 | Commission Prodi               |
| 12 | Joaquín Almunia         | Espagne              | 2004      | Commission Prodi               |
| 13 | Siim Kallas             | Estonie              | 2004      | Commission Prodi               |
| 14 | Joaquín Almunia         | Espagne              | 2004–2010 | Commission Barroso I           |
| 15 | Olli Rehn               | Finlande             | 2010-2014 | Commission Barroso II          |
| 16 | Valdis Dombrovskis      | Lettonie             | 2019-2024 | Commission von der Leyen I     |